# Oligostilbenoid
Oligostilbenoidi  (oligo- ili polistilbeni) su oligomerne forme stilbenoida. Deo ovih molekula je dovoljno veliki da bi se smatrao polifenolima i oni sačinjavaju klass tanina.

## Primeri
- α-Viniferin
- Ampelopsin A[2]
- Ampelopsin E[2]
- Diptoindonesin C se može izolovati iz kore Shorea pinanga[3]
- Diptoindonesin F se može izolovati iz kore Shorea gibbosa[2]
- Epsilon-viniferin
- Fleksuosol A[4]
- Gnetin H[3]
- Hemslejianol D[2]
- Hopeafenol[3]
- trans-Diptoindonesin B
- Vatikanol B[2]

## Glikozidi
- Diptoindonezin A